# ایوان ماتیزح
ایوان ماتیزح (اوکراینی: Іван Сергійович Матяж؛ زادهٔ ۱۵ فوریهٔ ۱۹۸۸) بازیکن فوتبال اهل اوکراین است.
از باشگاه‌هایی که در آن بازی کرده‌است می‌توان به باشگاه فوتبال زوریا لوهانسک، باشگاه فوتبال تاوریا سیمفروپول، باشگاه فوتبال شاختار دونتسک، و باشگاه فوتبال متالورگ زاپروژیا اشاره کرد.
وی همچنین در تیم ملی فوتبال Ukraine-19 بازی کرده‌است.